# Trenčianska Teplá
Trenčianska Teplá (hongrois : Hőlak) est un village de Slovaquie situé dans la région de Trenčín.

## Histoire
La première mention écrite du village date de 1155.
La première mention écrite du village de Príles date de 1351. Propriété de la famille: Prileszky, Maryássy, Rudnay, Skrbenský. En 1913, le village de Príles a été regroupé avec Trenčianska Teplá.

## Démographie

### Évolution de la population
| Année:               | 1994. | 2004.   | 2014.   | 2024.   |
| -------------------- | ----- | ------- | ------- | ------- |
| Nombre de personnes: | 3750  | 3933    | 4192    | 4162    |
| Différence:          |       | +4,88 % | +6,58 % | -0,71 % |

| Année:               | 2023. | 2024.   |
| -------------------- | ----- | ------- |
| Nombre de personnes: | 4190  | 4162    |
| Différence:          |       | -0,66 % |

## Transports
La ville dispose d'une gare centrale, située sur la ligne 120 du réseau ferré slovaque, offrant des liaisons directes vers Bratislava, Cassovie ou Žilina. De plus, une ligne de tramway à voie étroite fut inaugurée en 1909 afin de relier la commune à la ville thermale de Trenčianske Teplice, située à quelques kilomètres.